# Sherlock – Der lügende Detektiv
Der lügende Detektiv (Originaltitel: The Lying Detective) ist die zweite Folge der  4. Staffel der britischen Fernsehserie Sherlock. Die Erstausstrahlung lief am 8. Januar 2017 bei der BBC, die deutschsprachige Premiere fand am 5. Juni 2017 im Ersten statt. Die Folge basiert auf der Geschichte Der Detektiv auf dem Sterbebett von Arthur Conan Doyle.

## Handlung
Sherlock bleibt John Watson fern, der nach dem Tod von Mary immer noch trauert. John, der eine neue Psychotherapeutin hat, behält es für sich, dass er Gespräche mit Mary halluziniert. Culverton Smith, ein prominenter Unternehmer und Philanthrop, versammelt Kollegen und seine Tochter Faith um sich, um ihnen zu gestehen, dass er jemanden ermorden wird. Aber bevor er dies tut, zwingt er sie, ein medizinisches Serum zu nehmen, das das Gedächtnis hemmt, wodurch sie sich später nicht an sein Geständnis erinnern können. Trotzdem ist Faith in der Lage, sich kurz darauf schemenhaft an einiges zu erinnern, und notiert ihre Erinnerungen auf einem Blatt Papier. Mit diesem kommt sie zu Sherlock und bittet ihn um Hilfe. Da ihm dieser Fall zu gewöhnlich ist, verweist er sie jedoch an Scotland Yard, läuft ihr aber kurz darauf nach, um sie am Suizid zu hindern. Sie gehen zusammen durch die Stadt. Unterdessen verfolgt Mycroft Sherlocks ungewöhnliche Bewegung in der Stadt. Am nächsten Morgen entscheidet sich Sherlock, Faiths Fall doch zu übernehmen; kurzzeitig ist er dann aber durch Drogen im Delirium, und nach seinem Erwachen ist Faith verschwunden. Sherlock findet nun mithilfe seines „Gedächtnispalastes“ heraus, dass Culverton Smith ein Serienmörder ist.
Sherlock wird wie besessen von Culverton Smith, aber Mrs. Hudson kann seine verrückten Mätzchen als Folge seines Drogenkonsums unterbinden. Mrs. Hudson fährt daraufhin Sherlock im Kofferraum ihres Aston-Martin-Sportwagens zu Johns Sitzung bei der Therapeutin, weil sie denkt, dass Sherlock John braucht. Zu Johns Schock und Ärger war die Ankunft von Mrs. Hudson mit Sherlock, einem von Smith geschickten Wagen und Molly Hooper mit einem Krankenwagen schon 2 Wochen zuvor von Sherlock vorbereitet worden – eine Woche, bevor John überhaupt einen Therapietermin ausgemacht hatte.
Sherlock und John gelangen zu einem Studio, um sich mit Culverton Smith zu treffen. Als Smith sie mitnimmt, um den neuen Krankenhausflügel zu besuchen, für den er ein bedeutender Spender war und der deshalb auch nach ihm benannt wurde, deutet er subtil an, ein Serienmörder zu sein, während er mit einer Gruppe von Kindern im Krankenhaus zusammenkommt. Smith führt Sherlock und John anschließend durch das Krankenhaus in seinen Lieblingsraum, die Leichenhalle. Sherlock versucht dort, Smith ein Geständnis zu entlocken, indem er Faith, die er herbeordert hatte, als Druckmittel nutzen will, aber als diese erscheint, erkennt er, dass die Frau, die Tage zuvor zu seiner Wohnung kam, nicht Faith war. Frustriert und unter Drogen stehend, versucht Sherlock, Smith mit einem Skalpell anzugreifen, aber John stoppt ihn und schlägt aus Wut über Sherlocks Verhalten und Marys Tod auf Sherlock ein.
Sherlock bleibt daraufhin als Patient in Smiths Krankenhaus, und Smith besucht ihn heimlich durch einen geheimen Durchgang in seinem verschlossenen Zimmer. Sherlock sagt Culverton Smith, dass er von diesem getötet werden möchte, obwohl Sherlock eigentlich nicht sterben will. Sherlock verschweigt Culverton Smith, dass er sich nur in diese missliche Lage begeben hat, da Mary in der Videobotschaft aus The Six Thatchers gesagt hatte, dass der einzige Weg, John zu retten, der sei, sich selbst von John retten zu lassen. Nachdem John diese Videobotschaft in Sherlocks Wohnung entdeckt und gesehen hat, fährt er ins Krankenhaus und kann Sherlock im letzten Moment vor Culverton Smith retten, der versucht, ihn zu ersticken. Smith glaubt, dass man ihm nichts nachweisen kann, und ist daher umso überraschter, als Sherlock ihm offenbart, dass seine Aktion von einer versteckten Kamera in Johns Spazierstock aufgezeichnet wurde, den dieser vorher zurückgelassen hatte.
John versöhnt sich mit Sherlock, indem er ihm sagt, dass er ihn nicht mehr für Marys Tod verantwortlich macht, und bekennt Mary (von der er immer noch halluziniert), dass er neben ihr mit einer anderen Frau geschrieben hat. John geht noch einmal zu seiner Therapeutin. Diese offenbart ihm, dass sie sowohl Faith (diejenige, mit der Sherlock sich getroffen hatte) als auch Johns Freundin im Bus gespielt hat. Sie nennt ihm ihre wahre Identität –  Eurus, Sherlocks und Mycrofts geheime Schwester. Als John zu gehen versucht, zieht sie eine Pistole, richtet sie auf John und drückt ab.

## Veröffentlichung und Rezeption
Die Episode wurde am Abend des 8. Januars 2017 sowohl auf BBC One als auch auf PBS ausgestrahlt. In England wurde die Folge von 6 Millionen Zuschauern am Tag ihrer Erscheinung gesehen. Insgesamt sahen sie bisher 9,53 Millionen Zuschauer. Die Folge hatte am 5. Juni 2017 im Ersten Deutschlandpremiere und erreichte dort einen Marktanteil von 11,8 % (2,97 Millionen Zuschauer). Die Episode wurde (zusammen mit den beiden anderen Episoden) am 23. Januar 2017 als 2-Disc-Set sowohl auf DVD als auch Blu-ray mit englischem Originalton veröffentlicht. Am 27. Januar 2017 folgte die Veröffentlichung des Soundtracks der vierten Staffel. Am 12. Juni 2017 ist die deutschsprachige Version von Polyband ebenfalls als 2-Disc-Version auf DVD und Blu-ray erschienen.
Für seine Darstellung von Sherlock wurde Benedict Cumberbatch für die Screen Actors Guild Awards 2018 in der Kategorie Bester Darsteller in einem Fernsehfilm oder Miniserie nominiert.